# США на летних Олимпийских играх 2004
На летних Олимпийских играх 2004 года американская делегация состояла из 613 человек. Она принимала участие в соревнованиях по 19 видам, завоевав 102 медаль, из них золотых: 36, серебряных: 39 и бронзовых: 26 (став 1-й в медальном зачёте). Знаменосцем сборной на церемонии открытия был Дон Стэйли; на церемонии закрытия — Миа Хэмм.

## Медалисты
| Золото |                                                                     |                                                          |            |
| №      | Спортсмены                                                          | Вид спорта (дисциплина)                                  | Дата       |
| 1      | Майкл Фелпс                                                         | Плавание (400 метров комплексным плаванием, мужчины)     | 14 августа |
| 2      | Аарон Пирсол                                                        | Плавание (100 метров на спине, мужчины)                  | 16 августа |
| 3      | Натали Коглин                                                       | Плавание (100 метров на спине, женщины)                  | 16 августа |
| 4      | Мариэль Загунис                                                     | Фехтование (сабля, женщины)                              | 17 августа |
| 5      | Майкл Фелпс                                                         | Плавание (200 метров баттерфляем, мужчины)               | 17 августа |
| 6      | Скотт Голдблатт* Клит Келлер Дэн Кечум* Райан Лохте Питер Вандеркай | Плавание (эстафета 4×200 метров вольным стилем, мужчины) | 17 августа |
| 7      | Адам Нельсон                                                        | Лёгкая атлетика (толкание ядра, мужчины)                 | 18 августа |
| 8      | Пол Хэмм                                                            | Спортивная гимнастика (личное многоборье, мужчины)       | 18 августа |

### Золото
| Медаль | Спортсмен | Вид спорта            | Дисциплина                                |
| ------ | --- | --------------------- | ----------------------------------------- |
| Золото | Джастин Гэтлин | Лёгкая атлетика       | Мужчины, 100 м                            |
| Золото | Шон Кроуфорд | Лёгкая атлетика       | Мужчины, 200 м                            |
| Золото | Джереми Уоринер | Лёгкая атлетика       | Мужчины, 400 м                            |
| Золото | Отис Харрис Деррик Брю Джереми Уоринер Дарольд Вильямсон | Лёгкая атлетика       | Мужчины, эстафета 4×400 м                 |
| Золото | Тимоти Мэк | Лёгкая атлетика       | Мужчины, прыжки с шестом                  |
| Золото | Дуайт Филлипс | Лёгкая атлетика       | Мужчины, прыжки в длину                   |
| Золото | Джоанна Хейз | Лёгкая атлетика       | Женщины, 100 м с барьерами                |
| Золото | Диди Троттер Моника Хендерсон Саня Ричардс Монике Хеннэгэн | Лёгкая атлетика       | Женщины, эстафета 4×400 м                 |
| Золото | Джейсон Рид Уайетт Аллен Крис Аренс Джозеф Хансен Мэтт Дикин Дэн Бири Бо Хупмен Брайан Вольпенхайн Пит Чиполлоне | Академическая гребля  | Мужчины, восьмёрки                        |
| Золото | Сью Бёрд Свин Кэш Тамика Кэтчингс Иоланда Гриффит Шэннон Джонсон Лиза Лесли Руфь Рилей Кэти Смит Дон Стэйли Шерил Свупс Дайана Таурази Тина Томпсон | Баскетбол             | Женщины                                   |
| Золото | Андре Уорд | Бокс                  | Мужчины, до 81 кг                         |
| Золото | Кэл Сэндерсон | Борьба                | Мужчины, вольная борьба, до 84 кг         |
| Золото | Карли Паттерсон | Спортивная гимнастика | Женщины, абсолютное первенство            |
| Золото | Петер Вайлд Маклэйн Вард Элизабет Мэдден Крис Капплер | Конный спорт          | Конкур, командное первенство              |
| Золото | Пол Форстер Кевин Бернэм | Парусный спорт        | Мужчины, класс «470»                      |
| Золото | Гэри Хол-младший | Плавание              | Мужчины, 50 м вольным стилем              |
| Золото | Майкл Фелпс | Плавание              | Мужчины, 100 м баттерфляем                |
| Золото | Аарон Пирсол | Плавание              | Мужчины, 200 м на спине                   |
| Золото | Майкл Фелпс | Плавание              | Мужчины, 200 м комплексным плаванием      |
| Золото | Аарон Пирсол Брендан Хансен Ян Крокер Джейсон Лезак | Плавание              | Мужчины, эстафета 4×100 м комбинированная |
| Золото | Аманда Бирд | Плавание              | Женщины, 200 м брассом                    |
| Золото | Натали Коглин Карли Пайпер Дана Воллмер Кейтлин Сандено | Плавание              | Женщины, эстафета 4×200 м вольным стилем  |
| Золото | Кэрри Уолш Мисти Мэй | Пляжный волейбол      | Женщины                                   |
| Золото | Команда | Софтбол               | Женщины                                   |
| Золото | Мэттью Ди Эммонс | Стрельба              | Мужчины, винтовка лёжа, 50 м              |
| Золото | Кимберли Роуд | Стрельба              | Женщины, дубль-трап                       |
| Золото | Стивен Лопес | Тхэквондо             | Мужчины, до 80 кг                         |
| Золото | Мариэль Загунис | Фехтование            | Женщины, сабля, личное первенство         |
| Золото | Брайна Шарри, Хэткр Митс, Кристин Рэмпон, Кэт Рэддик, Линдсей Терпли, Бренди Чештейн, Шэнон Бокс, Энджел Хьюклс, Миа Хэмм, Эли Вагнер, Джулия Фоди, Синди Пэрлу, Кристин Лили, Джоя Фьюккет, Кэти Маркграф, Эбби Вомбах, Хэтер О'Релли, Кристин Лукенбил | Футбол                | Женщины                                   |

### Серебро
| Медаль  | Спортсмен | Вид спорта                  | Дисциплина                                 |
| ------- | --- | --------------------------- | ------------------------------------------ |
| Серебро | Бернард Уильямс | Лёгкая атлетика             | Мужчины, 200 м                             |
| Серебро | Отис Харрис | Лёгкая атлетика             | Мужчины, 400 м                             |
| Серебро | Терренс Трэммелл | Лёгкая атлетика             | Мужчины, 110 м с барьерами                 |
| Серебро | Шон Кроуфорд Джастин Гэтлин Коби Миллер Морис Грин                                                                               | Лёгкая атлетика             | Мужчины, эстафета 4×100 м                  |
| Серебро | Мебрахтом Кефлезигхи | Лёгкая атлетика             | Мужчины, марафон                           |
| Серебро | Мэтт Хемингвэй | Лёгкая атлетика             | Мужчины, прыжки в высоту                   |
| Серебро | Тоби Стевенсон | Лёгкая атлетика             | Мужчины, прыжки с шестом                   |
| Серебро | Джон Моффитт | Лёгкая атлетика             | Мужчины, прыжки в длину                    |
| Серебро | Брайан Клэй | Лёгкая атлетика             | Мужчины, десятиборье                       |
| Серебро | Лорин Уильямс | Лёгкая атлетика             | Женщины, 100 м                             |
| Серебро | Эллисон Феликс | Лёгкая атлетика             | Женщины, 200 м                             |
| Серебро | Кейт Джонсон Саманта Мэги Меган Диркмат Элисон Кокс Лорел Корхольц Анна Микельсон Лианн Нельсон Кэрин Дэвис Мэри Уиппл (рулевая) | Академическая гребля        | Женщины, восьмёрки                         |
| Серебро | Бобби Джулич | Велоспорт                   | Мужчины, раздельная гонка                  |
| Серебро | Дейдре Барри | Велоспорт                   | Женщины, раздельная гонка                  |
| Серебро | Стивен Абас | Борьба                      | Мужчины, вольная борьба, до 55 кг          |
| Серебро | Джамилл Келли | Борьба                      | Мужчины, вольная борьба, до 66 кг          |
| Серебро | Сара Макманн | Борьба                      | Женщины, вольная борьба, до 63 кг          |
| Серебро | Джейсон Гэтсон Морган Хэмм Пол Хэмм Бретт Макклёр Блэйн Вильсон Гуард Янг                                                        | Спортивная гимнастика       | Мужчины, командное первенство              |
| Серебро | Пол Хэмм | Спортивная гимнастика       | Мужчины, перекладина                       |
| Серебро | Мохини Бхардвадж Аня Хэтч Терин Хамфри Кортни Купец Куртни Маккул Карли Паттерсон                                                | Спортивная гимнастика       | Женщины, командное первенство              |
| Серебро | Аня Хэтч | Спортивная гимнастика       | Женщины, опорный прыжок                    |
| Серебро | Терин Хамфри | Спортивная гимнастика       | Женщины, разновысокие брусья               |
| Серебро | Карли Паттерсон | Спортивная гимнастика       | Женщины, бревно                            |
| Серебро | Ребекка Джидденс | Гребля на байдарках и каноэ | Женщины, байдарки-одиночки, гребной слалом |
| Серебро | Кимберли Северсон | Конный спорт                | Троеборье, личное первенство               |
| Серебро | Крис Капплер | Конный спорт                | Конкур, личное первенство                  |
| Серебро | Джон Лоуэлл Чарли Оглтри | Парусный спорт              | Класс «Торнадо»                            |
| Серебро | Ларсен Дженсен | Плавание                    | Мужчины, 1500 м вольным стилем             |
| Серебро | Ян Крокер | Плавание                    | Мужчины, 100 м баттерфляем                 |
| Серебро | Брендан Хансен | Плавание                    | Мужчины, 100 м брассом                     |
| Серебро | Райан Лохте | Плавание                    | Мужчины, 200 м комплексным плаванием       |
| Серебро | Эрик Вендт | Плавание                    | Мужчины, 400 м комплексным плаванием       |
| Серебро | Аманда Бирд | Плавание                    | Женщины, 200 м комплексным плаванием       |
| Серебро | Кейтлин Сандено | Плавание                    | Женщины, 400 м комплексным плаванием       |
| Серебро | Кара Линн Джойс Натали Коглин Аманда Вэйр Дженни Томпсон                                                                         | Плавание                    | Женщины, эстафета 4×100 м вольным стилем   |
| Серебро | Натали Коглин Аманда Бирд Дженни Томпсон Кара Линн Джойс                                                                         | Плавание                    | Женщины, эстафета 4×100 м комбинированная  |
| Серебро | Михаэль Анти | Стрельба                    | Мужчины, винтовка из трёх положений, 50 м  |
| Серебро | Ния Абдалла | Тхэквондо                   | Женщины, до 57 кг                          |
| Серебро | Марди Фиш | Теннис                      | Мужчины, одиночный разряд                  |

### Бронза
| Медаль | Спортсмен | Вид спорта            | Дисциплина                               |
| ------ | --- | --------------------- | ---------------------------------------- |
| Бронза | Морис Грин | Лёгкая атлетика       | Мужчины, 100 м                           |
| Бронза | Джастин Гэтлин | Лёгкая атлетика       | Мужчины, 200 м                           |
| Бронза | Деррик Брю | Лёгкая атлетика       | Мужчины, 400 м                           |
| Бронза | Мелисса Моррисон | Лёгкая атлетика       | Женщины, 100 м с барьерами               |
| Бронза | Дина Кастор | Лёгкая атлетика       | Женщины, марафон                         |
| Бронза | Тим Данкан Эмека Окафор Кармело Энтони Карлос Бузер Леброн Джеймс Ричард Джефферсон Шон Мэрион Ламар Одом Амаре Стадемайр Аллен Айверсон Стефон Марбери Дуэйн Уэйд | Баскетбол             | Мужчины                                  |
| Бронза | Андре Диррелл | Бокс                  | Мужчины, до 75 кг                        |
| Бронза | Команда | Водное поло           | Женщины                                  |
| Бронза | Рулон Гарднер | Борьба                | Мужчины, греко-римская борьба, до 120 кг |
| Бронза | Патрисия Миранда | Борьба                | Женщины, вольная борьба, до 48 кг        |
| Бронза | Кортни Купец | Спортивная гимнастика | Женщины, брусья                          |
| Бронза | Джеймс Педро | Дзюдо                 | Мужчины, до 73 кг                        |
| Бронза | Лиза Вилкокс Гюнтер Зейдель Дебби Макдональд Роберт Довер | Конный спорт          | Выездка, командное первенство            |
| Бронза | Кимберли Северсон Даррен Чиакчиа Джон Уильямс Эми Трайон Джули Ричардс                                                                                             | Конный спорт          | Троеборье, командное первенство          |
| Бронза | Майкл Фелпс | Плавание              | Мужчины, 200 м вольным стилем            |
| Бронза | Клит Келлер | Плавание              | Мужчины, 400 м вольным стилем            |
| Бронза | Брендан Хансен | Плавание              | Мужчины, 200 м брассом                   |
| Бронза | Ян Крокер Майкл Фелпс Нейл Уолкер Джейсон Лезак | Плавание              | Мужчины, эстафета 4×100 м вольным стилем |
| Бронза | Натали Коглин | Плавание              | Женщины, 100 м вольным стилем            |
| Бронза | Кейтлин Сандено | Плавание              | Женщины, 400 м вольным стилем            |
| Бронза | Дайана Мунц | Плавание              | Женщины, 800 м вольным стилем            |
| Бронза | Холли Макпик Элейн Янгз | Пляжный волейбол      | Женщины                                  |
| Бронза | Элисон Бартосик Анна Козлова | Синхронное плавание   | Женщины, дуэт                            |
| Бронза | Элисон Бартосик Тамара Кроу Эрин Добрац Ребекка Джесонтек Анна Козлова Сара Лаув Лаурен Макфолл Стефани Несбитт Кендра Занотто                                     | Синхронное плавание   | Женщины, командное выступление           |
| Бронза | Сьюзан Уильямс | Триатлон              | Женщины, личное первенство               |
| Бронза | Сада Джекобсон | Фехтование            | Женщины, сабля, личное первенство        |

## Результаты соревнований

### Академическая гребля
В следующий раунд из каждого заезда проходили несколько лучших экипажей (в зависимости от дисциплины). В финал A выходили 6 сильнейших экипажей, остальные разыгрывали места в утешительных финалах B-E.
Мужчины
| Соревнование  | Спортсмены                | Предварительный заезд | Предварительный заезд | Предварительный заезд | Отборочный заезд | Отборочный заезд | Отборочный заезд | Полуфинал | Полуфинал | Полуфинал | Финал   | Финал   | Итоговое место |
| Соревнование  | Спортсмены                | Заезд                 | Время                 | Место                 | Заезд            | Время            | Место            | Заезд     | Время     | Место     | Время   | Место   | Итоговое место |
| ------------- | ------------------------- | --------------------- | --------------------- | --------------------- | ---------------- | ---------------- | ---------------- | --------- | --------- | --------- | ------- | ------- | -------------- |
| двойки        | Люк Уолтон Артур Самсонов | 2                     | 7:11,81               | 3 Q                   | не участвовали   | не участвовали   | не участвовали   | 2         | 6:32,51   | 4         | Финал B | Финал B | 11             |
| двойки        | Люк Уолтон Артур Самсонов | 2                     | 7:11,81               | 3 Q                   | не участвовали   | не участвовали   | не участвовали   | 2         | 6:32,51   | 4         | 6:30,49 | 5       | 11             |
| двойки парные | Акил Абдулла Генри Нузум  | 2                     | 6:52,34               | 3 Q                   | не участвовали   | не участвовали   | не участвовали   | 1         | 6:14,69   | 3 QA      | Финал A | Финал A | 6              |
| двойки парные | Акил Абдулла Генри Нузум  | 2                     | 6:52,34               | 3 Q                   | не участвовали   | не участвовали   | не участвовали   | 1         | 6:14,69   | 3 QA      | 6:36,86 | 6       | 6              |

### Борьба
В соревнованиях по борьбе было разыграно 18 комплектов наград. Впервые в олимпийской борьбе приняли участие женщины, которые соревновались в четырёх весовых категориях. По итогам группового этапа победители групп принимали участие в турнире на выбывание. Спортсмены, проигравшие в полуфинале, участвовали в поединке за третье место.
Мужчины
Вольная борьба
| Категория | Спортсмены  | Групповой этап         | Групповой этап           | Групповой этап     | Групповой этап | Четвертьфинал            | Полуфинал               | Финал                    | Место |
| Категория | Спортсмены  | Соперник Результат     | Соперник Результат       | Соперник Результат | Место          | Соперник Результат       | Соперник Результат      | Соперник Результат       | Место |
| --------- | ----------- | ---------------------- | ------------------------ | ------------------ | -------------- | ------------------------ | ----------------------- | ------------------------ | ----- |
| до 55 кг  | Стивен Абас | Группа A               | Группа A                 | Группа A           | Группа A       | CHNЛи Чжэнъюй В 3:1 (PP) | JPNТ. Танабэ В 3:0 (PO) | RUSМ. Батиров П 1:3 (PP) | 2     |
| до 55 кг  | Стивен Абас | MDAГ. Тулбя В 3:1 (PP) | CUBР. Монтеро В 3:1 (PP) |                    | 1 Q            | CHNЛи Чжэнъюй В 3:1 (PP) | JPNТ. Танабэ В 3:0 (PO) | RUSМ. Батиров П 1:3 (PP) | 2     |

### Лёгкая атлетика
Мужчины
| Дисциплина | Спортсмен            | Предварительный раунд | Предварительный раунд | Четвертьфиналы | Четвертьфиналы | Полуфиналы | Полуфиналы | Финал     | Финал |
| Дисциплина | Спортсмен            | Результат             | Место                 | Результат      | Место          | Результат  | Место      | Результат | Место |
| ---------- | -------------------- | --------------------- | --------------------- | -------------- | -------------- | ---------- | ---------- | --------- | ----- |
| 400 м      | Отис Харрис          |                       |                       | 45,11          | 2              | 44,99      | 3          | 44,16     | 2     |
| 400 м      | Деррик Брю           |                       |                       | 45,41          | 10             | 45,05      | 6          | 44,42     | 3     |
| 400 м      | Джереми Уоринер      |                       |                       | 45,56          | 16             | 44,87      | 1          | 44,00     | 1     |
| 10 000 м   | Абдихакем Абдирахман |                       |                       |                |                |            |            | 28:26,26  | 15    |

### Плавание
В следующий раунд на каждой дистанции проходили лучшие спортсмены по времени, независимо от места занятого в своём заплыве.
Мужчины
| Спортсмен      | Соревнование        | Предварительные заплывы | Предварительные заплывы | Полуфиналы | Полуфиналы | Финал        | Финал |
| Спортсмен      | Соревнование        | Результат               | Место                   | Результат  | Место      | Результат    | Место |
| -------------- | ------------------- | ----------------------- | ----------------------- | ---------- | ---------- | ------------ | ----- |
| Клит Келлер    | 400 м вольный стиль | 3:47,77                 | 5                       |            |            | 3:44,11      |       |
| Ларсен Дженсен | 400 м вольный стиль | 3:46,90                 | 3                       |            |            | 3:46,08      | 4     |
| Майкл Фелпс    | 400 м комплекс      | 4:13,29                 | 1                       |            |            | 4:08,26 (WR) |       |
| Эрик Вендт     | 400 м комплекс      | 4:16,68                 | 6                       |            |            | 4:11,81      |       |

Женщины
| Спортсменка                                                                                           | Соревнование          | Предварительные заплывы | Предварительные заплывы | Полуфиналы | Полуфиналы | Финал     | Финал     |
| Спортсменка                                                                                           | Соревнование          | Результат               | Место                   | Результат  | Место      | Результат | Место     |
| --- | --------------------- | ----------------------- | ----------------------- | ---------- | ---------- | --------- | --------- |
| Кейтлин Сандено                                                                                       | 400 м комплекс        | 4:40,21                 | 2                       |            |            | 4:34,95   |           |
| Кэти Хофф                                                                                             | 400 м комплекс        | 4:47,49                 | 17                      |            |            | Не прошла | Не прошла |
| Кара Линн Джойс Натали Коглин Аманда Вэйр Дженни Томпсон Линдсей Бенко* Маритца Коррея* Коллин Ланне* | 4×100 м вольный стиль | 3:39,46                 | 2                       |            |            | 3:36,39   |           |

*—участвовали только в предварительном заплыве